# Elly Bender
Elly Bender, geborene Elisabeth Böhncke, verheiratete Elisabeth von Bardeleben, (5. September 1857 in Memel – 11. Januar 1947 in Weimar) war eine deutsche Theaterschauspielerin und Opernsängerin (Sopran).

## Leben
Schon frühzeitig für das Theater entbrannt, fand Elly Bender in Heinrich Jantsch einen vortrefflichen Freund und Förderer. Zu ihm kam sie nach Danzig aus Amsterdam, wo sie am Grand-Theater ihren ersten theatralischen Versuch gewagt hatte. Von Danzig kam sie für drei Jahre ans Kaiserliche Hoftheater in St. Petersburg, dann nach Berlin ans Wallnertheater und danach ans Adolf-Ernst-Theater. Von Berlin wurde sie 1895 für ein Jahr ans Carltheater engagiert und ging dann nach Milwaukee. 1899 kehrte sie aus den USA ans Thalia-Theater nach Berlin zurück und wirkte von 1900 bis 1901 am Metropoltheater. Dort wurde sie als Coupletsängerin bekannt.
Von 1902 bis 1909 wirkte sie in Berlin nur noch als Schauspielerin. Nach ihrer Hochzeit am 12. Februar 1907 mit Curt von Bardeleben gab sie bald ihre Karriere auf. Ihren Lebensabend verbrachte Elly Bender im Marie-Seebach-Stift in Weimar.